# بول كرامب
بول كرامب (بالإنجليزية: Paul Crump)‏ (2 أبريل 1930 - 11 أكتوبر 2002)؛ روائي أمريكي.